# Hulchul
Hulchul è un film del 2004 diretto da Priyadarshan.

## Trama
Le famiglie di Angar Chand (Amrish Puri) e Laxmi Devi (Lakshmi Narayan) sono due potenti famiglie rivali che conducono una faida all'ultimo sangue da 20 anni. Quando il matrimonio di Anjali (Kareena Kapoor) viene mandato a monte dalla famiglia rivale, lei, istigata dalla nonna, cerca di vendicarsi fingendosi innamorata di Jai (Akshaye Khanna), il figlio minore di Angar Chand che, con i suoi fratelli, ha giurato di non sposarsi mai. Lui, per ripicca, finge di ricambiarla, ma quando i due s'innamoreranno veramente nascerà un grosso scompiglio nelle rispettive famiglie

## Soundtrack
1. Udit Narayan, Kunal Ganjawala – Dekho Zara Dekho – 5:47
2. Sadhana Sargam, Shaan – Hum Dil Ke – 4:56
3. Alka Yagnik, Shaan – "Ishq Mein Pyar Mein – 4:57
4. Gayatri Iyer, Sayonara Philip, Poornima – Lut Gayee – 5:18
5. Hariharan – Lee Humne Thi Kasam – 4:49
6. Udit Narayan, Sujatha Mohan – Rafta Rafta – 5:17